# Frygere
Frygerne var et indoeuropæisk folk i oldtiden i Anatolien i det nuværende Tyrkiet, som kom fra det sydlige Balkan. Ifølge den græske historiker Herodot var de først kendt som brygere (eller brigere, græsk βρύγοι eller βρίγες). Navnet udviklede sig til frygere efter deres endelige udvandring til Anatolien (Lilleasien) via Hellespont (Dardanellerne).
Fra en begyndelse som stammefolk i landsbyer opstod staten Frygien (græsk: Φρυγία, latin: Phrygia) i 700-tallet f.Kr. med hovedstad i Gordion, omkring 75 km sydvest for Ankara i Tyrkiet. I denne periode udvidede frygerne deres rige øst over og ind i kongedømmet Urartu, efterkommerne af hurrittere, en tidligere rival til hettitterne. Derefter blev det frygiske kongedømme omkring 690 f.Kr. invaderet af kimmeriere, et indoeuropæisk rytterfolk som ifølge Herodot kom fra området nord for Kaukasus, som hærgede og ødelagde Gordion. Derefter blev landet kortvarigt erobret af nabolandet Lydien, før det blev overtaget af det persiske rige ved Kyros den Store og Aleksander den Stores rige og hans hellenistiske efterfølgere. Det blev til sidst overtaget af Attalide-dynastiet i Pergamon før det endeligt blev en del af Romerriget. Den sidste dokumenterede omtale af sproget frygisk var i 400-tallet e.Kr., og det var antagelig gået helt ud af brug før 600-tallet e.Kr.

## Kultur
Det var den "Store Moder", gudinden Kybele som grækerne og romerne kendte hende, som oprindelig blev dyrket i bjergene i Frygien, hvor hun var kendt som "Bjergmoderen". I Kybeles frygiske form bar hun en lang kjole med bælte, en polos (høj, cylindrisk frisure) og et slør, som dækkede hele kroppen. Den senere version af Kybele blev udviklet af en elev af Feidias, billedhuggeren Agorakritos, og blev det billede, som i udstrakt grad blev benyttet af Kybeles voksende antal tilbedere, både i verden omkring Det Ægæiske Hav og i Rom. Det viser hendes menneskelighed samtidig med at hun er ophøjet; hendes ene hånd hviler på en siddende løve og den anden holder en tympanon, en pauke, det vil sige en rammetromme.
Frygerne dyrkede også guden Sabazios, en himmel- og fadergud som blev vist til hest. Selv om grækerne identificerede ham med Zeus, var alle fremstillinger af ham, selv i romersk tid, vist til hest. Hans konflikter med den lokale modergudinde, hvis skabninger var måneoksen og dens legende kan forstås som Sabazios' hest placerer den ene hov på oksens hoved, som det kan ses på et romersk relief på Museum of Fine Arts i Boston.
Frygien udviklede en avanceret bronzealderkultur. De tidligste traditioner for græsk musik stammer fra Frygien, overført via græske kolonier i Anatolien med den frygiske skala, som betragtes som krigsskalaen i antikkens græske musik. Den frygiske kong Midas, som gjorde alt, han berørte, til guld, blev efter den populære myte oplært i musik af selveste Orfeus. En anden musikalsk nyskabelse fra Frygien var aulos, en træblæser med to rør. Marsyas, satyren som skabte musikinstrumentet af udhulede hjortetakker, var en frygisk tilhænger af Kybele. Han konkurrerede uklogt i musik med den olympiske gud Apollon og tabte. Apollon flåede Marsyas levende og hængte hans skind op på Kybeles hellige træ, en fyr.
Flere lingvister betragter frygerne som en del af en større trakisk-frygisk-gruppe, har andre afvist denne hypotese, da thrakisk og således dakisk-thrakisk synes at tilhøre kentumsprog, den gren af de indoeuropæiske sprog, som blev skilt ud ved delingen af satemsprogene. Gruppen indbefatter germansk, keltisk, hellensk (græsk), italiske og tokariske sprog. Af alle de indoeuropæiske sprog synes det som om frykisk har størst ligheder med græsk. Det tyder på, at de to sprog tilhørte den samme dialektiske undergruppe af tidlig indoeuropæisk. Selv om frygerne benyttede sig af det fønikiske alfabet, er der kun fundet få dusin inskriptioner på frygisk fundet, hovedsagelig på gravskrifter, og meget af det, som er antaget at være kendt om Frygien, er andenhånds information fra græske kilder.
Frygien beholdt en særlig kulturel identitet. Klassisk græsk ikonografi identificerede trojanske Paris som en ikke-græker ved hans frygiske hue, som også blev båret af den persiske lys- og frelsergud Mithras, som blev videreudviklet af romerne i Mithras-kulten. Denne frygiske hue har overlevet som "frihedshuen" hos amerikanske og franske revolutionære i slutningen af 1700-tallet.

## Mytiske fortid
Navnet på den tidligste kendte mytiske konge var Nannakos (eller Annakos). Denne konge boede ved Ikoniom, romersk Iconium, nu Konya, den østligste by i kongedømmet Frygien; og efter hans død i den legendariske høje alder af 300 år, blev landet oversvømmet af en stor oversvømmelse, som var blevet spået ved et gammelt orakel. Den næste konge, som er nævnt i antikke kilder, blev kaldt for Manis eller Masdes. Jf. Plutark blev store bedrifter efter ham kaldt for "maniske" i Frygien. Der efter synes det som om kongedømmet Frygien i græske kilder (som er hovedkilden) blev mere splittet blandt flere konger. En af disse konger var Tantalos (som måske var den historiske person bag en figur af samme navn, Tantalos, i græsk mytologi), som styrede over den nordvestlige del af Frygien ved bjerget Sipylos. Tantalos blev straffet i evig tid i Tartaros, en del af Hades, fordi han dræbte sin søn Pelops og ofrede ham til guderne, en henvisning til ophævelsen af menneskeofring. Tantalos blev også anklaget for at stjæle fra lotterierne, som han selv havde opfundet. I en mytisk overgangstid før den trojanske krig, blev den frygiske bonde Gordios eller Gordias konge som opfyldelse af en orakelspådom. De kongeløse frygere havde vendt sig til Sabazios' orakel i Telmessos i Lykien for at få råd. Oraklet beordrede dem til at anerkende den første mand som konge, som kørte til gudens tempel i en vogn. Den mand var bonden Gordias, som viede sin oksekærre til templet og bandt den fast med en knude, den såkaldte gordiske knude. Gordias grundlagde en ny hovedstad ved Gordion (som knuden fik navn efter) i den vestlige del af Anatolien, og som lå ved den gamle handelsvej, som gik gennem hjertet af Anatolien, og som siden blev Dareios I af Persiens "kongevej" fra Pessinus til Ankara, og som ikke lå langt fra floden Sakarya.
Senere mytiske konger af Frygien blev skiftevis navngivet Gordias og Midas. Myterne, som omgav den første Midas, knyttede ham til en mytologisk fortælling om den frygiske helt Attis. Denne uklare Midas-figur boede i Pessinus og forsøgte at bortgifte sin datter til den unge Attis til trods for modstand fra hans mor Kybele og hans elsker, den androgyne Agdistis, betragtede som en guddom af frygerne og som en daimon af grækerne. Da Agdistis og/eller Kybele dukkede op, forheksede de alle, som deltog på bryllupsfesten. Midas skal være omkommet i det opståede kaos.
Den berømte kong Midas var søn af denne kong Gordias. Han er associeret med Silenos og andre satyrer og ikke mindst med guden Dionysos, som belønnede ham med ønsket (og forbandelsen) om, at alt, han rørte ved, skulle blive til guld. Det fortælles, at Midas kom fra Trakien, fulgt af en gruppe af sit folk, og var rejst til Anatolien for at fjerne forbandelsen med "guldberøring" i floden Paktolos (nu Sart Çayı). Efter at have vasket guldet af i flodens sand, blev Midas adopteret af den barnløse Gordias og taget under gudinden Kybeles beskyttelse.
I Homers Iliaden var frygerne Trojas allierede i den trojanske krig. Frygien i Iliaden synes at være området ved søen Askanios (nu İznik Gölü) og ved den nordlige del af floden Sakarya, og var langt mindre end Frygien i klassisk tid. Iliaden har også et minde om den trojanske konge Priamos, som i sin ungdom kom for at hjælpe frygerne i deres krig mod amazonerne. I løbet af denne episode, som foregår en generation før trojakrigen, er det sagt, at frygerne blev ledet af "Otreos og den guddommelige Mygdon". Begge synes at være knapt mere end eponymer: det var et sted navngivet Otreos ved ved søen Askanios i nærheden af den senere hellenistiske by Nikæa, og navnet Mygdon er åbenbart et eponym for Mygdonia, et folk som ifølge Strabon levede i nordvestlige Anatolien og som ved en tid synes at være blevet opfattet som forskellige fra frygerne.
Under trojakrigen blev der sendt frygiske krigere for at støtte Troja, ledet af Askanios og Forkys, sønner af Aretaon. En frygisk helt, som slås i trojakrigen, var Asios, søn af Dymas og broder til Hekabe, dronning af Troja og moder til helten Hektor. Quintus Smyrnaeus nævner en anden frygisk prins, Koroibos, søn af Mygdon, som kæmpede og døde ved Troja; han havde bedt om den trojanske prinsesse Kassandras hånd. Kong Priamos hustru Hekabe antages at være af frygisk fødsel og datter af kong Dymas.
Den frygiske Sibylle (som er en græsk titel og ikke et personnavn) var præstinde af det apollonianske orakel i Frygien.
Efter den græske historiker Herodot, havde den egyptiske farao Psammetikus II to børn, som blev opfostret afsondret for at finde det oprindelige sprog, som var før alle sprog. Børnene skulle have sagt "bekos", frygisk for "brød", og af den grund kunne farao slå fast, at frygerne var en nation, som var ældre end den egyptiske.
Den jødisk-romerske historiker Josefus hævdede, at frygerne var grundlagt af den bibelske Togarmah, sønnesøn af Jafet og søn af Gomer: "og Thrugramma af turgrammere, som, således besluttede grækerne, blev kaldt for frygere." Josefus henviser til en ukendt græsk kilde, og det er uklart, om der er mere i dette, end at Togarmah ligner Thrugramma.
Frygerne og Frygien nævnes et par gange i Det Nye Testamente, altså en senere kilde som hovedsagelig henviser til frygisk som et fremmedsprog: I Apostlenes gerninger 2:10: "Er de ikke galilæere, alle disse som taler? Hvordan kan da hver enkelt af os høre sit eget modersmål? Vi er partere og medere og elamitter, folk som bor i Mesopotamien, Judea og Kappadokia, i Pontos og Asien, Frygien og Pamfylien... " Og om apostlen Paulus i står der, at "Den hellige ånd hindret dem i at forkynde Ordet i Asien; derfor fortsatte de gennem det frygiske og galatiske område." i Apostlenes gerninger 16:6.